# Eclipsa de Soare din 9 martie 2016

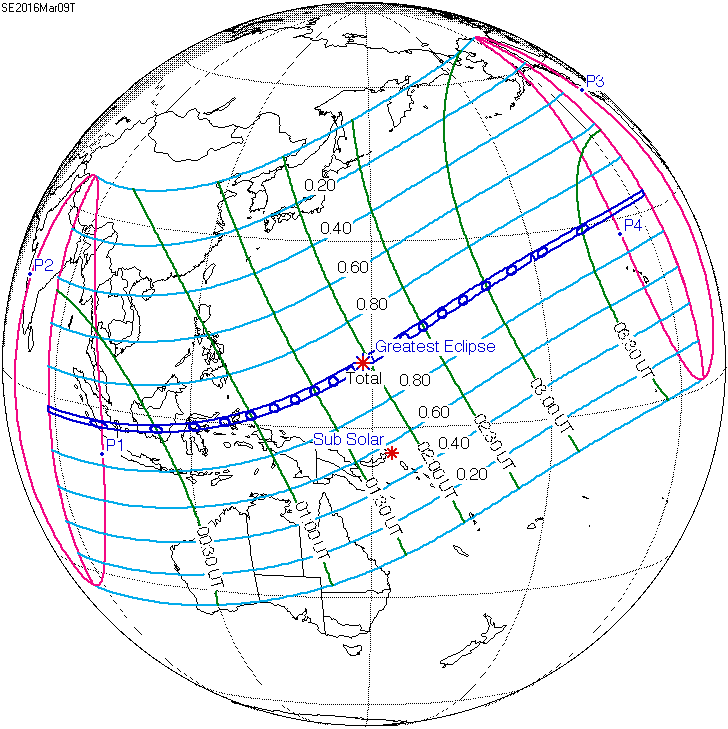
Harta eclipsei generale

O eclipsă de Soare totală a avut loc la 9 martie 2016.  
A fost cea de-a X-a eclipsă totală din secolul al XXI-lea, dar cel de al XII-lea pasaj al umbrei Lunii din acest secol. A fost eclipsa cu numărul 52 (din 73), din seria Saros 130, cu magnitudea 1,045.
S-a produs acum 9 ani, 16 zile.

## Vizibilitate

Parcursul eclipsei pe Terra.

Eclipsa totală a început în Oceanul Indian, la ora 00:16 UTC, la vest de insula Sumatra, a trecut la sud de Sumatra, cât și la sud de Borneo, apoi prin centrul insulei Sulawesi, pentru a continua peste insulele mărunte ale Indoneziei. S-a terminat la ora 03:40 UTC în Oceanul Pacific. Perioada de totalitate a variat între 1,5 și 4 minute pentru fiecare localizare.
| Harta generală a eclipsei. | Parcursul eclipsei din 9 martie 2016, în Indonezia. A fost folosită aplicația: Eclipse2016/OpenStreetMap |

## Orarele fazelor eclipsei din principalele localizări
| Localizări                                              | Începutul fazei parțiale | Începutul totalității | Sfârșitul totalității | Sfârșitul fazei parțiale | Fusul orar |
| ------------------------------------------------------- | ------------------------ | --------------------- | --------------------- | ------------------------ | ---------- |
| Palembang, Sumatra, Indonezia                           | 06:20:29                 | 07:20:48              | 07:22:41              | 08:31:27                 | UTC+7h     |
| Jakarta, Java, Indonezia                                | 06:19:51                 | -                     | -                     | 08:43:41                 | UTC+7h     |
| Palu, Celebes, Indonezia                                | 07:27:51                 | 08:37:47              | 08:39:52              | 10:00:34                 | UTC+8h     |
| Pulau Ternate, Moluce de Nord, Indonezia                | 08:36:03                 | 09:51:40              | 09:54:19              | 11:20:50                 | UTC+9h     |
| Kuala Lumpur, Malaysia                                  | 07:24:22                 | -                     | -                     | 09:31:00                 | UTC+8h     |
| Singapore                                               | 07:23:01                 | -                     | -                     | 09:32:54                 | UTC+8h     |
| Manila, Filipine                                        | 07:51:14                 | -                     | -                     | 10:14:20                 | UTC+8h     |
| Bangkok, Thailanda                                      | 07:39:03                 | -                     | -                     | 09:32:39                 | UTC+8h     |
| Maximul eclipsei, Oceanul Pacific (Durată : 4 min 09 s) | 0:02:41                  | 01:55:06              | 01:59:16              | 03:30:25                 | UTC        |
| Darwin, Australia                                       | 09:07:29                 | -                     | -                     | 11:35:00                 | UTC+9.5h   |
| Insulele Yap, Micronezia, (9 martie)                    | 10:02:49                 | -                     | -                     | 13:01:48                 | UTC+10h    |
| Hawaii, Statele Unite ale Americii, (8 martie)          | 16:36:52                 | -                     | -                     | 18:30:06                 | UTC-10h    |

## Galerie de fotografii

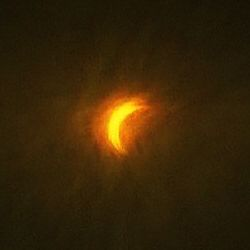
Eclipsă parţială de Soare văzută la Singapore, 00:23 UTC.
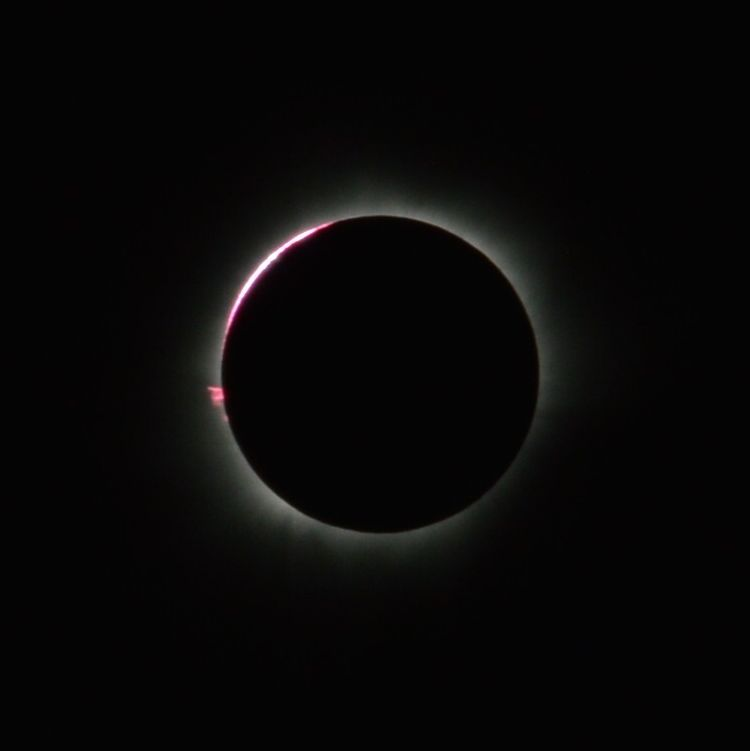
Eclipsa totală de Soare observată la Balikpapan, Indonezia, 00:42 UTC.
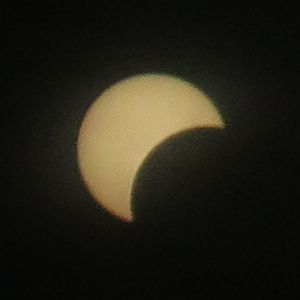
Eclipsă parţială de Soare văzută la Nonthaburi, Thailanda, 00:51 UTC.
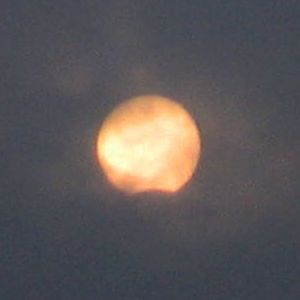
Eclipsă parţială de Soare văzută la Hefei, China, 01:39 UTC.